# Prevotella copri
Prevotella copri ist ein Bakterium. Es kommt im menschlichem Darm vor. Bis zum Jahr 2023 wurde sie unter dem Namen Segatella copri geführt. Es scheint sowohl positive als auch unter Umständen negative Auswirkungen auf die Gesundheit des Menschen zu haben.

## Merkmale
Die Zellgröße von Prevotella copri liegt bei 0,83 µm in Breite und 0,95 µm in Länge. Die Zellen sind bewegungslos, besitzen keine Flagellen und bilden keine Sporen. Die Zellen sind stäbchenförmig. Die Gram-Färbung verläuft negativ. Die optimale Temperatur für Wachstum liegt bei 37 °C, was auf das typische Habitat der Art, der menschliche Darm hinweist.
Das Bakterium kann Verbindungen wie z. B. Xylose und Glucose als Energiequelle für das Wachstum nutzen. Außerdem kann P. copri viele verschiedene pflanzliche Polysaccharide verwerten. Dies ist auf mehreren Genclustern zurückzuführen. Im englischen werden sie als „Polysaccharide Utilization Locis“ (PULs) bezeichnet. Sie dienen der Bildung von Regulatoren und Enzymen für den Abbau und Transport von verschiedenen Polysacchariden sowie deren Abbauprodukten. Die wichtigsten Stoffwechselendprodukte in einer Hefeextrakt-Pepton-Glucose (PYG)-Brühe sind Bernsteinsäure (Succinat) und Essigsäure.

Succinat, das Anion der Bernsteinsäure

Die vorherrschenden langkettigen Fettsäuren sind C16:0 (Palmitinsäure), C18:1 ω9c und C15:0 anteiso.  Die langkettigen Fettsäuren sind Bestandteile der Membranlipide innerhalb der Zellmembran.  Die wichtigsten respiratorischen Chinone sind die Menachinone MK-12 und MK-11 mit geringeren Mengen an MK-8, Mk-9, Mk-10 und MK-13 (<20 %). Chinone sind wichtige Moleküle für die Gewinnung von Energie aus Nährstoffen und werden für die systematische Einordnung von Bakterien genutzt.

## Medizin
Prevotella copri ist ein Darmbakterium beim Menschen, die Rolle von P. copri im Magen-Darm-Trakt ist noch nicht vollständig geklärt (Stand 2025). Es ist vor allem in Entwicklungsländern häufig. Ihr Vorkommen wird mit einer gesunden pflanzlichen und ballaststoffreichen Ernährung in Verbindung gebracht. Es sind positive, wie auch negative Wirkungen beschrieben. Es kann gestörte Glucosetoleranz, wie sie bei Prädiabetes oder Diabetes auftritt, verbessern. P. copri baut unverdauliche Ballaststoffe im Darm ab und bildet hierbei Succinat. Diese Verbindung fungiert als Botenstoff, der in den Darmzellen die körpereigene Neuproduktion von Glukose (intestinale Glukoneogenese) anregt. Hierdurch wird der Blutzuckerspiegel stabilisiert und letztendlich die Glykogenbildung in der Leber gesteigert.
Bei fettleibigen Frauen und bei Personen mit neurodegenerativen Erkrankungen und atopischer Dermatitis im Kindesalter wird ein verringertes Vorkommen von P. copri  beobachtet. Bei gesunden Menschen korrelierte eine erhöhte P. copri-Konzentration mit einer verbesserten Glukosetoleranz nach dem Verzehr von Gerste, und bei Mäusen führte die orale Verabreichung lebender Zellen von P. copri zu einem verbesserten Glukosestoffwechsel. P. copri wurde somit für die Nutzung als Probiotikum zur Vorbeugung und Behandlung von Stoffwechselkrankheiten vorgeschlagen. Andererseits wurde bei Patienten mit neu einsetzender, unbehandelter rheumatoider Arthritis und Reizdarmsyndrom ein erhöhter Gehalt an P. copri festgestellt. Prevotella copri scheint außerdem auch zur Entstehung chronischer Entzündungen bei HIV-infizierten Personen beizutragen. Es wurden erhöhte P. copri-Werte in der Schleimhaut und im Stuhlgang von HIV-infizierten festgestellt. Studien mit Mäusen haben gezeigt, dass P. copri zusammen mit Bacteroides vulgatus die Glukosetoleranz verschlechtern und die Insulinresistenz verstärken kann. Dieser negative Effekt hängt mit der Produktion von verzweigtkettigen Aminosäuren (englisch Branch Chain Amino Acids, BCAA) zusammen. Diese Aminosäuren werden in großen Mengen mit Insulinresistenz in Verbindung gebracht. Solche Probleme treten oft vor der Entwicklung von ischämischen Herz-Kreislauf-Erkrankungen und Typ-2-Diabetes auf.
Prevotella copri könnte eine schützende Rolle bei dem chronischen Nierenversage (CKD) bieten. Eine klinische Studie zeigte, das der Ammoniakspiegel mit Nierenfunktionsstörungen in Verbindung steht. Hohe Ammoniakwerte verschlimmern die CKD durch Entzündungen. P. copri nimmt Ammoniak auf und kann es im Stoffwechsel nutzen. Somit verringert es die Ammoniakkonzentration im Wirt. Hierbei ist das asnA-Gen wichtig, welches die Aspartat-Ammoniak-Ligase kodiert. Das Enzym hilft dabei, Ammoniak zum Aufbau der Aminosäure Asparagin zu nutzen. Es katalysiert die Reaktion von ATP mit L-Aspartat und NH3 zur Bildung von AMP, Pyrophosphat und L-Asparagin. Dies unterstützt auch die Hypothese, dass Darmmikroben den Stickstoffhaushalt des Wirtes und die Nierengesundheit regulieren. P. copri bietet neue therapeutische Strategien für die Behandlung von CKD.
Prevotella copri ist auch Interessant für die Erforschung des Stoffwechsels und Reaktion von Darmbakterien auf Veränderungen des Nahrungsangebotes im Darm des Wirtes. Es bildet viele kleine regulatorische RNAs (als small RNA, abgekürzt sRNA bezeichnet). Das hierzu zählende SrcF ist für die Besiedelung des Darms von Prevotella copri wichtig und für den Stoffwechsels. Es steuert Gene für die Nährstoffaufnahme. Sind viele von P. copri nutzbare Nährstoffe vorhanden, werden große Mengen von SrcF gebildet. Sind allerdings hohe Mengen von dem von P. copri nicht nutzbaren Zucker Fructane vorhanden, wird die Bildung SrcF gestoppt. Ähnliche sRNA wird auch von anderen Darmbakterien gebildet. Prevotella copri und das gebildete SrcF ist interessant für die Erforschung der Steuerung des Mikrobioms im Darm.
Generell bedarf es weiterer Untersuchungen, um festzustellen, ob P. copri ein nützliches oder schädliches Bakterium ist.

## Systematik
Prevotella copri wurde bei der Erstbeschreibung im Jahr 2007 zu der Gattung Prevotella gestellt.  Im Jahr 2023 wurde es zu der Gattung Segatella transferiert. Taxonomisch zählt es zu den P. copri-Komplex, im Jahr 2025 waren hier 13 Arten vertreten. Das Bakterium wurde zusammen mit Prevotella stercorea beschrieben. Auch diese Art kommt im Darm vom Menschen vor, während die meisten anderen Arten der Gattung Prevotella in der Mundhöhle vom Menschen vorkommen.
Zu der Gattung Prevotella zählen außer P. copri noch über 60 andere Arten (Stand 3. August 2025). Prevotella zählt zu der Familie Prevotellaceae innerhalb der Ordnung Bacteroidales.

## Web
- Alexander Westermann: Segatella copri benötigt eine kleine RNA für die Besiedlung des Darms. In: BIOspektrum. Band 31, Nr. 2, März 2025, ISSN 0947-0867, S. 178–178, doi:10.1007/s12268-025-2392-1 (springer.com [abgerufen am 9. Juli 2025]).